# Куций (притока Орелі)
Куций, балка Куца — річка у Берестинському районі Харківської області, права притока Орілі (басейн Дніпра).

## Опис
Довжина річки 16  км., похил річки — 3,1 м/км. Формується з декількох безіменних струмків та водойм. Площа басейну 83,7 км². Права притока — Балка Куценька.

## Розташування
Куций бере початок на північно-західній околиці села Лебедівки. Тече переважно на південний схід через село Нову Балку і на східній околиці села Петрівки впадає у річку Оріль, ліву притоку Дніпра.